# 那姓
那姓（那 古音：noh 奴箇切）是中文姓氏之一，在《百家姓》中排第381位。在现代它是罕见的姓氏。

## 起源
那姓有多种来源：
1. 出自子姓，以国为姓氏。据《左传·庄公十八年》中的记载，春秋时楚武王攻克权国，迁权国于“那”。后那国又被巴国占领，其遗民便以国为氏，是为那姓。
2. 为东夷部族姓氏。《姓氏考略》所载，东夷胡那有那氏。
3. 为西域大宛国破落那氏有改为单字那姓的。
4. 清朝滅亡後，那拉氏後人大多改漢姓為那。

## 郡望
- 丹阳郡：秦朝称鄣郡，汉武帝元狩二年改名为丹阳郡。今安徽宣城一带。
- 天水郡。西汉初年置，今甘肃天水、隴西以东一带。

## 延伸阅读
[在维基数据编辑]
 《百家姓》
 《欽定古今圖書集成·明倫彙編·氏族典·那姓部》，出自陈梦雷《古今圖書集成》